# Pal III. Dukagjini

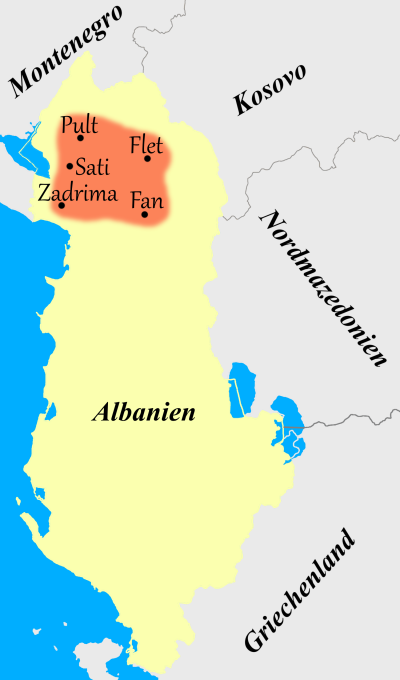
Ungefähre Lage des Herrschaftsgebietes von Pal III. Dukagjini

Pal III. Dukagjini italienisch Paolo Ducagini (* 1411; † 1458) war ein Mitglied des Dukagjini-Clans und Herr von Zadrima, Fan, Pult, Flet und Sati.
In einer Phase der Schwäche der Osmanen versuchte er, mit verschiedenen Bündnissen und Lehensbeziehungen mal mit der einen, mal mit der anderen Seite, seinen Einfluss auszudehnen. Eine Zeit lang kämpfte er zusammen mit Skanderbeg, immer wieder stand er ihm auch feindlich gegenüber.

## Leben
Pal III. Dukagjini war der Sohn von Gjergj II. (* ca. 1380; † vor 1409), der Jüngere und der Cousin von Lekë III. und Nikollë II.
Pal war zwischen November 1451 und Februar 1452 in Venedig, als der venezianische Senat seine Bitte akzeptierte, Venedig nicht mehr in Ulcinj, sondern in Lezha dienen zu dürfen, da es näher an seinen Ländereien lag. Der Senat befahl dem Herrn von Ulcinj, die früheren Dienste von Pal Dukagjin zu bezahlen, und befahl dem Herrn von Lezha, die zukünftigen Dienste von Pal anzunehmen.
1452 lag Skanderbeg mit Pal III. und Nikollë II. in Fehde. Die Kurie, die sich der Treue der Dukagjini sicher war, befahl Pal Engjëlli, Bischof von Durrës, am 20. Juli 1452 eine Versöhnung zwischen den Parteien einzuleiten, die aber erst 1463 zustande kam. Ab dem 21. Oktober 1454 teilte Alfons V. von Aragon, König von Neapel, Skanderbeg mit, dass Pal III. ihm seinen Gesandten geschickt und dem Königreich Neapel seine Loyalität und sein Vasallentum erklärt hatte, was ihm jährlich 300 Dukaten Provision einbrachte. Damit verstieß Pal gegen den Zehnjahrespakt, der ihn an Venedig band. Die Kurie nahm Pal III. am 1. Juni 1457 als „katholischen Fürsten“ in ihren besonderen Schutz. 1457 lief Pal III. zusammen mit Nikollë II. Dukagjini (seinem Cousin), Moisi Arianit Golemi und Hamza Kastrioti (Neffe von Skanderbeg) zu den Osmanen über.
Im November 1458 bezeichnete Venedig ihn und sein Cousin Lekë III. als „Abtrünnige“ und Papst Pius II. forderte den Erzbischof von Bar auf, Lekë und seinen Cousin Pal III. „ferandæ sententiæ“ zu exkommunizieren, falls sie nicht binnen 15 Tagen die Beziehungen zu den Osmanen abbrächen.